# Navicordulia leptostyla
Navicordulia leptostyla – gatunek ważki z rodziny szklarkowatych (Corduliidae). Występuje na terenie Ameryki Południowej.